# بركان خامد

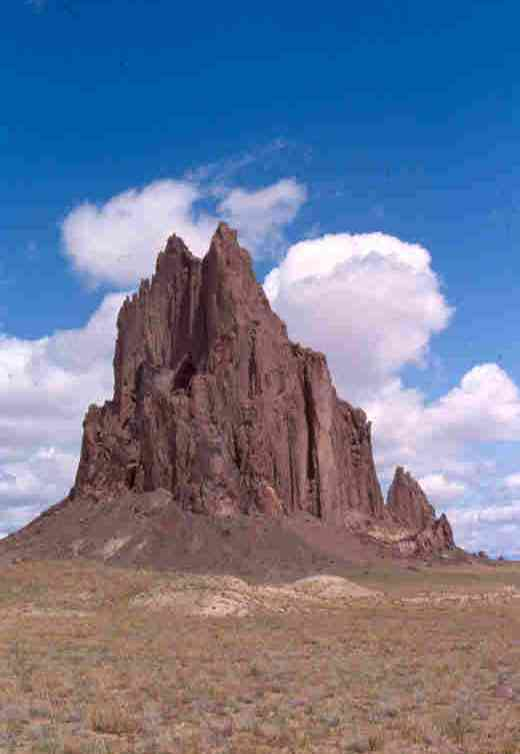
بركان شيبروك الخامد في نيو مكسيكو

البركان الخامد (بالإنجليزية: extinct volcano)‏هو ذلك الذي يتوقع العلماء أنه من غير المرجح أن يندلع مرة أخرى، وذلك لأن البركان لم يعد لديه حمم ليقذفها. أمثلة البراكين الخامدة توجد في العديد من جزر هاواي في الولايات المتحدة (خمدت بسبب تركز البؤرة الساخنة لهاواي قرب الجزيرة الكبيرة). بسبب الحفر الناجمة عن انفجار البراكين يمكن أن يكون قياس أعمار البركانية في بعض الأحيان الملايين من السنين،
يطلق لفظ البركان الخامد الذي لم تسفر الكالديرا الخاصة به (أو فوهة وقمة البركان) عن ثوران البركان في عشرات الآلاف من السنين ومن المرجح أن يكون اعتبارها كبركان في حالة سبات أكثر منه كبركان خامد.

## أمثلة
على سبيل المثال، كالديرا يلوستون في حديقة يلوستون الوطنية في الولايات المتحدة موجودة منذ ما لا يقل عن مليوني سنة، ولم تندلع بعنف لحوالي 640,000 سنة، وبالرغم من هذا هناك بعض النشاط الطفيف نسبياً في الآونة الأخيرة، مع الانفجارات الحرارية المائية أقل من 10000 منذ سنوات، وتدفق الحمم منذ 70000 سنة مضت. لهذا السبب لا يعتبر العلماء كالديرا يلوستون كبركان خامد.
في الواقع لأن هذه الكالديرا تتعرض لكثرة الزلازل فقد تم وضع نظام فعال للغاية لقياس الحرارية الأرضية (أي مجمل النشاط الحراري الموجود في حديقة يلوستون الوطنية) وبمعدلات سريعة لرفع الأرض.و كذلك جبل كيليمانجارو (بالسواحيلية : kilima، جبل njaro، شيطان البرد) هو الجبل الأكثر ارتفاعا في أفريقيا. يقع الجبل في شمال شرق تنزانيا ويتألف من ثلثاة مخاريط بركانية هي كيبو (أعلى القمم) وماوينسي وشيرا. تبلغ أعلى قمة للجبل 5,895 متراً عن سطح البحر. ويعتبر الجبل أقرب نقطة تغطيها الثلوج قريبة من خط الاستواء. يعتبر جبل كليمنجارو أحد المواقع السياحية الهامة في تنزانيا. يضم الجبل عدة محميات وحدائق وطنية أهما منتزه كليمنجارو الوطنية المسجلة ضمن قائمة اليونسكو لمواقع التراث العالمي.